# Académie nationale de médecine

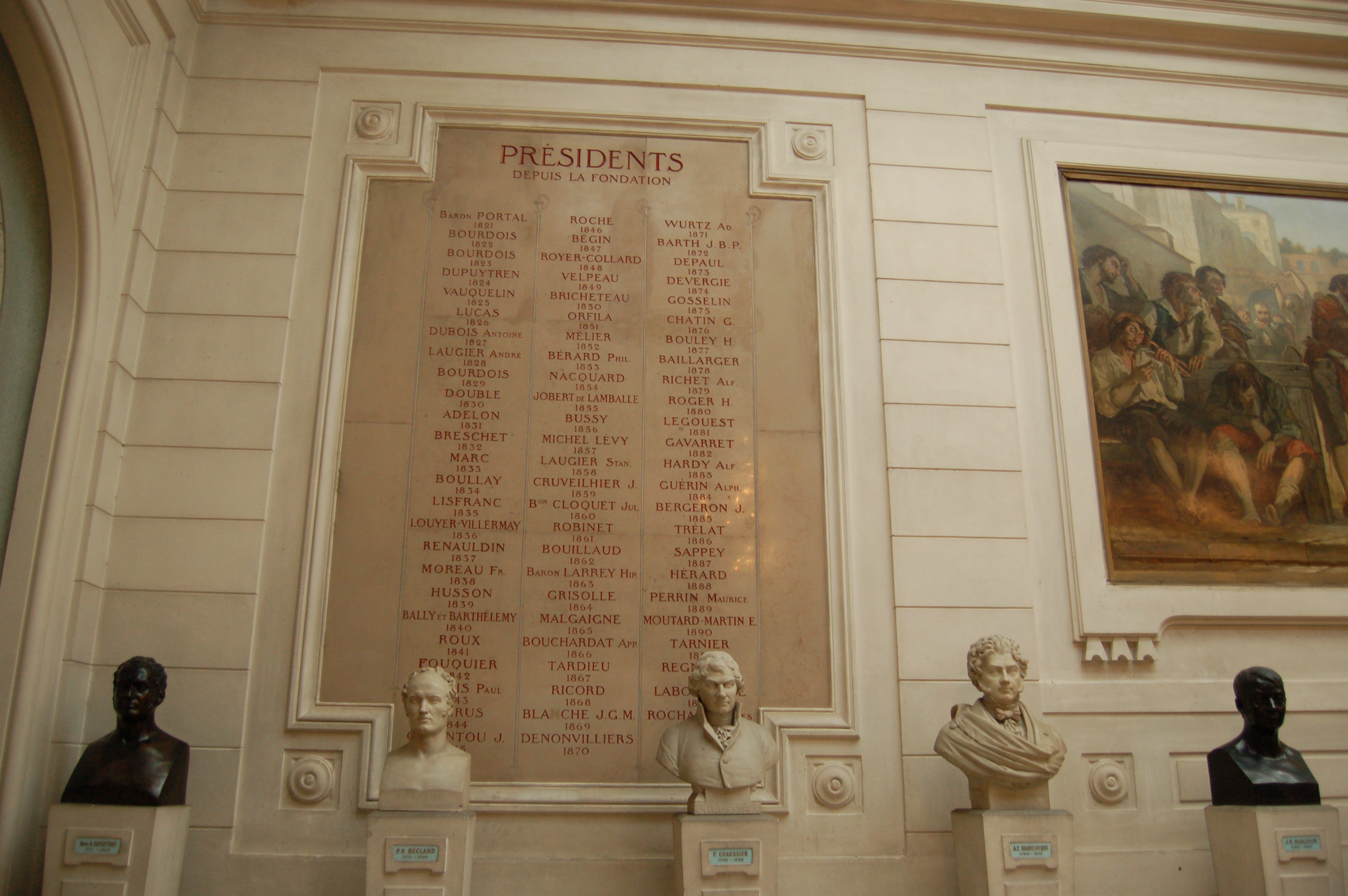
Liste der Präsidenten der Académie nationale de Médecine seit ihrer Gründung

Die Académie nationale de médecine ist eine wissenschaftliche Gelehrtengesellschaft in Paris. Sie ging unter Ludwig XVIII. im Jahr 1820 als Académie royale de médecine aus der Académie royale de chirurgie (1731) und der Société royale de médecine (1776) hervor. In den Jahren von 1851 bis 1870 wurde sie kaiserlich und schließlich ab 1947 national genannt.
Ursprünglich tagte sie in der Medizinischen Fakultät von Paris, dann in einer bescheidenen Lokalität in der Rue de Poitiers, in der entweihten Kapelle des sogenannten Hôpital de la Charité der Barmherzigen Brüder von Johannes von Gott und schließlich in einem eigenen, von dem Architekten J. Rochet in den Jahren 1899 bis 1902 errichteten Stadthaus an der Adresse 16, Rue Bonaparte. Dort ist die Akademie noch heute ansässig.
Ähnlich der englischen Royal Society haben sich hier Forscher zusammengeschlossen um ihre Ergebnisse zu präsentieren und die allgemeine Forschung im Bereich Medizin zu stärken.